# José Carlos Ferreira Filho
José Carlos Ferreira Filho (Maceió; 24 de abril de 1983), más conocido como Zé Carlos, es un exfutbolista brasileño que se desempeñaba como delantero centro.

## Trayectoria

### Clubes
| Club                   | País                   | Año         |
| ---------------------- | ---------------------- | ----------- |
| Corinthians Alagoano   | Brasil                 | 2001 - 2005 |
| → Oporto "B" (cedido)  | Portugal               | 2001 - 2003 |
| → FC Vizela (cedido)   | Portugal               | 2003 - 2004 |
| → CRB (cedido)         | Brasil                 | 2004        |
| Ulsan Hyundai          | Corea del Sur          | 2004 - 2005 |
| Ponte Preta            | Brasil                 | 2005        |
| Jeonbuk Hyundai Motors | Corea del Sur          | 2006 - 2008 |
| América                | Brasil                 | 2008        |
| Corinthians Alagoano   | Brasil                 | 2008 - 2011 |
| → Paulista (cedido)    | Brasil                 | 2009        |
| → Cruzeiro (cedido)    | Brasil                 | 2009        |
| → Portuguesa (cedido)  | Brasil                 | 2009        |
| → Gamba Osaka (cedido) | Japón                  | 2010        |
| → Portuguesa (cedido)  | Brasil                 | 2010        |
| → Criciúma (cedido)    | Brasil                 | 2011 - 2013 |
| Changchun Yatai        | China                  | 2013        |
| Sharjah FC             | Emiratos Árabes Unidos | 2013 - 2014 |
| Criciúma               | Brasil                 | 2014        |
| CRB                    | Brasil                 | 2015        |
| Ajman Club             | Emiratos Árabes Unidos | 2016        |
| CRB                    | Brasil                 | 2016        |
| Santa Cruz             | Brasil                 | 2017        |
| Fortaleza              | Brasil                 | 2017        |
| CRB                    | Brasil                 | 2017        |
| Paraná                 | Brasil                 | 2018        |
| Criciúma               | Brasil                 | 2018        |
| CRB                    | Brasil                 | 2019        |
| São Bernardo           | Brasil                 | 2020        |
| Clube do Remo          | Brasil                 | 2020        |
| Murici                 | Brasil                 | 2021        |

## Palmarés

### Copas nacionales
| Título                | Club  | País     | Año  |
| --------------------- | ----- | -------- | ---- |
| Primeira Liga         | Porto | Portugal | 2003 |
| Copa de Portugal      | Porto | Portugal | 2003 |
| Supercopa de Portugal | Porto | Portugal | 2003 |

### Copas internacionales
| Título                      | Club            | Año  |
| --------------------------- | --------------- | ---- |
| Copa de la UEFA             | Porto           | 2003 |
| Liga de Campeones de la AFC | Jeonbuk Hyundai | 2006 |